# Ray Toro
Pour les articles homonymes, voir Toro.
Raymond Manuel Toro dit "Ray" Toro (né le 15 juillet 1977 à Kearny (New Jersey)) est le guitariste solo et choriste de My Chemical Romance.
Il est d'origine porto-ricaine et a été introduit à la musique (le metal) par son frère plus âgé. Il a commencé la guitare au collège-lycée et a été au conservatoire. Il a épousé une dénommée Christa, surnommée Krista, en 2008 ; ils ont un fils, nommé Remy né en Septembre 2012 et un second, né en 2016.
En 2021 il a produit l'album Electric Century du groupe du même nom, Electric Century, qui inclut son ami Mikey Way et David Debiack.

## Discographie

### The Rodneys
Soccertown U.S.A. (Sellout Soon Records) – 1997 ,

### My Chemical Romance
- I Brought You My Bullets, You Brought Me Your Love (2002)
- Three Cheers for Sweet Revenge (2004)
- The Black Parade (2006)
- Danger Days: The True Lives of the Fabulous Killjoys (2010)

### Reggie and the Full Effect
- No Country for Old Musicians (2013)

### Solo Songs
- "Isn't That Something" (2013)
- "For the Lost and Brave" (2015)
- "Tired of Sex" (Weezer cover) (2015)
- "Hope for the World" (2016)
- "Walking in Circles" (2016)
- "We Save" (2016)
- "The Great Beyond" (2016)
- "Take the World" (2016)
- "The lucky one" (2016)
- "Requiem" (2016)
- "Look at you now" (2016)
- "Remember The Laughter" (2016)

### Solo Albums
- Remember the Laughter (2016)

## Filmographie

### Punk Rock Holocaust 2
En 2007 il apparait dans le film slasher/horreur/comédie Punk Rock Holocaust 2 aux côtés de son camarade de groupe Frank Iero.